# Sân bay quốc tế Bonriki
Sân bay quốc tế Bonriki (IATA: TRW, ICAO: NGTA) là một sân bay ở Tarawa, Kiribati.
Sân bay này là trung tâm của hãng hàng không nội địa quốc gia Air Kiribati với các tuyến điểm ở quần đảo Gilbert. Từ các đảo này, máy bay tiếp tục một vài phút trước khi hạ cánh xuống 9 điểm đến còn lại của Air Kiribati.
Có hai hãng hàng không nước ngoài cung cấp dịch vụ bay quốc tế nối sân bay này: hãng hàng không quốc gia Fiji Air Pacific nối quốc gia này với Sân bay quốc tế Nadi; hãng hàng không quốc gia của Nauru Our Airline nối Kiribati với Sân bay quốc tế Nauru với tần suất mỗi chuyến 1 tuần và máy bay tiếp tục từ Nauru đi Honiara, thủ đô của quần đảo Solomon, và tiếp theo là Brisbane, Australia.

## Hãng hàng không và tuyến bay
| Hãng hàng không | Các điểm đến                                                                          |
| --------------- | ------------------------------------------------------------------------------------- |
| Air Kiribati    | Abaiang, Abemama, Butaritari, Kuria, Maiana, Makin, Marakei, Nonouti, Tabiteuea North |
| Fiji Airways    | Nadi                                                                                  |
| Nauru Airlines  | Brisbane, Kiritimati, Koror, Majuro, Nauru, Pohnpei                                   |